# Ikast-tårnet
Ikast-tårnet er et tårn midt i Ikast centrum. Tårnet er bygget i 1948 og blev dengang brugt som vandtårn der forsynede Ikast by indtil 1987. I 1989 blev det offentligt udsigtstårn, hvorfra man kan se ud over Ikast by. Inde i tårnet ligger der et lille museum som fortæller om nogle af de metoder og redskaber, man har anvendt gennem tiderne for at få det nødvendige vand.